# Maseru
Maseru – stolica i największe miasto Lesotho, położone w zachodniej części kraju, w pobliżu granicy z RPA, nad rzeką Caledon. Ludność: ok. 267 tys. (2012). Także stolica administracyjnego dystryktu Maseru.
Istniejącą w tym miejscu niewielką osadę handlową podniósł do rangi stolicy król Moshoeshoe I w 1869. Maseru było następnie stolicą brytyjskiego protektoratu Basuto w latach 1869–1871 i 1884–1966, kiedy to stało się stolicą niepodległego Lesotho.
Stanowi główny ośrodek handlowy i turystyczny. Rozwinął się tu przemysł spożywczy (głównie mleczarski) oraz produkcja spadochronów. Miasto obsługiwane jest przez międzynarodowy port lotniczy oraz przez jedyną w kraju stację kolejową położoną na krótkiej linii łączącej Maseru z Marseilles w RPA.

## Miasta partnerskie
- Austin, Stany Zjednoczone